# Гринфельд, Рафаэль
Рафаэль Гринфельд (исп. Rafael Grinfeld; 9 июля 1902, Кишинёв, Бессарабская губерния — 4 февраля 1969, Коста-Рика) — аргентинский физик.
Профессор и заведующий отделения физики факультета точных наук Национального университета Ла Платы. Известен работами в области спектроскопии и квантовой механики.

## Биография
В раннем детском возрасте переехал с родителями в Аргентину, где семья поселилась в еврейской сельскохозяйственной колонии Мозесвиль в провинции Санта Фе. Впоследствии семья переехала в Ла Плату, где он закончил физико-математический факультет Национального университета. Придерживался анархистских взглядов и в годы учёбы состоял в группе «Идеи», включавшей также его братьев Давида (1912), Абелардо и Хосе (1907), Хакобо Магида и других известных впоследствии либертарианцев. В 1930-е годы стажировался в Стэнфордском университете.
В 1948—1949 году был приглашён в Венесуэлу для организации физического отделения в Центральном университете Венесуэлы в Каракасе. Он организовал первый курс физики (licenciatura) на инженерном отделении этого университета.
В годы диктатуры Перона был уволен из Национального университета Ла-Платы как политически неблагонадёжный; занимался переводами научной литературы. После падения диктатуры был восстановлен в должности профессора и заведующего кафедрой физики этого университета.
Среди учеников — Марио Гаравалья.

## Семья
- Брат — аргентинский журналист, анархо-синдикалист и либертарианец Хосе Грюнфельд (исп. José Grunfeld, 1907—2005)[18].
- Племянница — Лилиана Гринфельд[исп.] (1944—2015), кардиолог[19].